# Rośliny piętra alpejskiego
Rośliny piętra alpejskiego (załącznik do artykułu piętro alpejskie).

## A
- arcydzięgiel litwor
- aster alpejski

## B
- babka górska
- bartsja alpejska
- bażyna czarna górska
- bliźniczka psia trawka
- boimka dwurzędowa
- borówka brusznica
- borówka czarna
- brodawnik tatrzański

## C
- chaber miękkowłosy
- ciemiężyca zielona

## D
- dębik ośmiopłatkowy
- driakiew lśniąca
- dziewięciornik błotny
- dziewięćsił bezłodygowy
- dzwonek alpejski
- dzwonek drobny
- dzwonek skupiony
- dzwonek Scheuchzera
- dzwonek wąskolistny

## F
- fiołek alpejski
- fiołek dwukwiatowy
- fiołek żółty sudecki

## G
- gęsiówka alpejska
- głodek mrzygłód
- gnidosz dwubarwny
- gnidosz okółkowy
- gołek białawy
- goryczka Klusjusa
- goryczka kropkowana
- goryczka przeźroczysta
- goryczka śniegowa
- goryczka trojeściowa
- goryczka wiosenna
- goryczuszka lodnikowa
- goryczuszka wczesna
- goździk lodnikowy
- goździk okazały
- gółka długoostrogowa

## J
- jarzmianka większa
- jaskier alpejski
- jaskier halny
- jaskier lodnikowy
- jaskier platanolistny
- jaskier skalny
- jastrun okrągłolistny
- jastrzębiec alpejski
- jastrzębiec pomarańczowy

## K
- knieć górska
- komonica zwyczajna
- koniczyna brunatna
- konietlica karpacka
- kosatka kielichowa
- kosmatka brunatna
- kosmatka kłosowa
- kosmatka olbrzymia
- kosmatka sudecka
- kostrzewa barwna
- kostrzewa karpacka
- kostrzewa niska
- kostrzewa pstra
- kozibród wschodni
- krwawnik sudecki
- krzyżownica górska
- kuklik górski
- kuklik rozesłany
- kuklik zwisły

## L
- len karpacki
- leniec alpejski
- lepnica bezłodygowa
- lilijka alpejska

## Ł
- łyszczec rozesłany

## M
- macierzanka halna
- macierzanka karpacka
- macierzanka nadobna
- mak alpejski
- marchwica pospolita
- miłosna górska
- modrzyk górski
- mokrzyca rozchodnikowata

## N
- naradka mlecznobiała
- naradka tępolistna
- naradka włosista
- nawłoć alpejska
- niebielistka trwała
- niezapominajka alpejska

## O
- omieg górski
- omieg kozłowiec
- opierstka alpejska
- oset siny
- ostrołódka Hallera
- ostrołódka karpacka
- ostrołódka polna
- ostrożeń lepki
- ostróżka tatrzańska
- ozorka zielona

## P
- pełnik alpejski
- pępawa Jacquina
- piaskowiec orzęsiony
- pierwiosnek długokwiatowy
- pierwiosnek łyszczak
- pierwiosnek maleńki
- pierwiosnek wyniosły
- pięciornik alpejski
- pięciornik złoty
- pleszczotka górska
- podbiałek alpejski
- posłonek wielkokwiatowy
- potrostek alpejski
- powojnik alpejski
- prosienicznik jednogłówkowy
- przelot alpejski
- przetacznik alpejski
- przetacznik różyczkowaty
- przymiotno jednokoszyczkowe
- przymiotno węgierskie
- przytulia nierównolistna

## R
- rdest wężownik
- rdest żyworodny
- rogownica jednokwiatowa
- rogownica Raciborskiego
- rogownica szerokolistna
- rojnik górski
- rojownik włochaty
- rozchodnik alpejski
- rozchodnik czarniawy
- rozchodnik karpacki
- różeniec górski
- rutewnik jaskrowaty
- rzeżucha gorzka
- rzeżuszka alpejska
- rzeżusznik piaskowy
- rzeżusznik tatrzański

## S
- sasanka alpejska
- sesleria tatrzańska
- siekiernica górska
- sit skucina
- skalnica darniowa
- skalnica dwuletnia
- skalnica gronkowa
- skalnica jastrzębcowata
- skalnica karpacka
- skalnica mchowata
- skalnica nakrapiana
- skalnica naprzeciwlistna
- skalnica naradkowata
- skalnica odgiętolistna
- skalnica seledynowa
- skalnica tatrzańska
- słonecznica wąskolistna
- sparceta górska
- starzec gajowy
- starzec górski
- starzec karpacki
- starzec kraiński
- starzec nadpotokowy
- stokrotnica górska
- szarota norweska
- szarotka alpejska
- szczawiór alpejski

## Ś
- świerzbnica karpacka
- świetlik tatrzański

## T
- tłustosz alpejski
- tojad mocny
- traganek jasny
- traganek wytrzymały
- traganek zwisłokwiatowy
- trzcinnik owłosiony
- turzyca mocna
- turzyca włosowata

## U
- urdzik karpacki

## W
- warzucha tatrzańska
- wełnianka pochwowata
- widliczka ostrozębna
- wiechlina granitowa
- wiechlina tatrzańska
- wiechlina wiotka
- wierzba alpejska
- wierzba wykrojona
- wierzba zielna
- wierzba żyłkowana
- wierzbownica okółkowa
- wierzbówka kiprzyca
- wroniec widlasty
- wrotycz alpejski
- wrzos zwyczajny

## Z
- zanokcica zielona
- zawilec narcyzowy
- zerwa kulista